# Trogoxylon impressum
Trogoxylon impressum is een keversoort uit de familie boorkevers (Bostrichidae). De wetenschappelijke naam van de soort is voor het eerst geldig gepubliceerd in 1837 door Comolli.